# DraCor
DraCor (Drama Corpora) — это электронный онлайн-корпус европейской драмы от греко-римской античности до середины XX века. По состоянию на 2025 год коллекция включала более 4330 текстов пьес на 18 языках. Тексты снабжены машиночитаемой разметкой в формате TEI/XML (диалект XML, используемый в цифровой текстологии, эпиграфике и др.). Разметка кодирует структуру пьесы и принадлежность реплик отдельным персонажам, что  также позволяет моделировать пьесы в виде социальных сетей взаимодействия героев . Данные из DraCor (как разметка отдельных текстов, так и обобщенные метаданные на уровне целых корпусов) используются в исследованиях в области цифровых гуманитарных наук.  Библиография проекта насчитывает больше 100 научных статей .

## Обзор проекта
Цель DraCor — создание совместимых друг с другом стандартизированных корпусов драматургии. Проект основан на концепции программируемых корпусов , где данные не только доступны пользователю в браузере, но и легко запрашиваются через открытый API . Платформа стремится придерживаться принципов FAIR (находимость, доступность, совместимость, повторное использование). Все тексты и разметка доступны под лицензией СС0, сам проект некоммерческий. 

## Ключевые особенности
- Многоязычность: содержит корпуса драматических произведений на 18 языках, преимущственно европейских.
- Использование стандарта TEI/XML: тексты размечены в соответствии с рекомендациями консорциума TEI. В частности, в пьесах размечена общая сегментация на действия и явления, а также разделение текста на реплики (с идентификацией говорящего) и сценические ремарки.
- Доступ через открытый свободный API:  документированный интерфейс для программного доступа к текстам и метаданным.
- Визуализация графов взаимодействия персонажей: пользователю доступны сетевые визуализации, отображающие совместную встречаемость персонажей в пьесах. Графы в машиночитаемом виде доступны для скачивания (на сайте и через API).
- Загрузка данных: предлагает возможность загрузки отдельных фрагментов текстов, например, только реплик определенных персонажей или только сценических ремарок.
- Данные находятся в открытом доступе, большинство корпусов и разметка доступны под лицензией СС0, также у проекта открытый исходный код на GitHub.
- Программируемый корпус : поддерживает интеграцию с внешними аналитическими инструментами и языками программирования, с API-оболочками, доступными для Python ( pydracor [6] ) и R ( rdracor [7] ).

## Корпуса драмы в DraCor
В DraCor доступны пьесы на французском, немецком, английском, русском, испанском, голландском, итальянском, венгерском, шведском, польском, украинском, древнегреческом, латыни, идише, татарском и других языках. Каждый корпус курирует отдельный исследователь или команда исследователей . Вместе с текстами в разметке TEI/XML хранятся метаданные, что позволяет анализировать структуру пьес, взаимодействие персонажей, исследовать отдельно речь женских или мужских персонажей, анализировать сценические ремарки в отрыве от основного текста пьесы и др.

## Инструменты и использование
В DraCor есть базовые инструменты визуализации, в частности, для сетевого анализа. Он также поддерживает доступ к корпусам через API. Это упрощает различные виды анализа, включая:
- Количественный анализ текста
- Анализ социальных сетей персонажей
- Стилометрические исследования
- Сравнительное исследование драмы на разных языках

## Сообщество вокруг DraCor
DraCor разрабатывается командами Свободного университета Берлина и Потсдамского университета .  Поскольку у проекта открытый исходный код, он активно поощряет вклад и обратную связь от сообщества.

## Внешние ссылки
- Сайт DraCor
- Библиография исследований, в которых использовались данные или инструменты DraCor
- Документация API Dracor
- DraCor на GitHub